# Incident de Shag Harbour

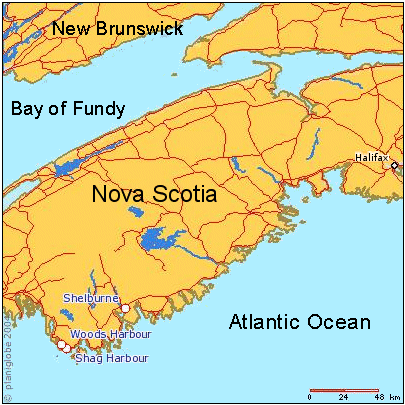
Carte de la Nouvelle-Écosse, montrant plusieurs endroits apparentés à l'incident de Shag Harbour, 1967.

L'incident de Shag Harbour est la relation de la chute et l'immersion d'un ovni dans l'eau du port de la ville de Shag Harbour en Nouvelle-Écosse (Canada) le 4 octobre 1967.

## Chronologie des événements
Le 4 octobre 1967, aux alentours de 23 h, Laurie Wickens et quatre de ses amis roulent à travers la petite ville de Shag Harbour (Nouvelle-Écosse, Canada), sur la route n° 3. Tout d'un coup, un objet de grande taille (une vingtaine de mètres de diamètre d'après les témoins) traverse le ciel devant eux. Les différents témoins décrivent un objet en forme de « bol », de couleur « ambre », portant quatre feux qui clignotent en séquence et suivant une trajectoire descendante d'environ 45°. Rapidement, l'objet finit sa course dans les eaux du port, produisant un « flash » lumineux, ainsi qu'une importante déflagration sonore, avant de couler. 
Patrouillant sur la route n°3 au même moment, l'agent de police Ron Pond est témoin des mêmes faits. Pensant qu'il s'agit d'un avion, Laurie Wickens contacte immédiatement le détachement de Gendarmerie royale du Canada de Barrington et explique les faits à l'officier Werbicki. Ce dernier décide de se rendre sur place accompagné de l'agent Ron O'Brien et contacte l'agent Ron Pond pour qu'il fasse de même. Une fois sur le site, les trois policiers aperçoivent, à 800 mètres de la berge, un objet flottant à fleur d'eau et émettant une lumière jaune. Un bateau des garde-côtes de Clark's Harbour et plusieurs bateaux de pêche sont immédiatement dépêchés sur les lieux mais lorsqu'ils arrivent, l'objet a déjà sombré, ne laissant qu'une nappe de mousse jaune, d'environ 35 mètres sur 900 et produisant une odeur proche de celle du soufre. Les recherches se prolongent jusqu'à 3 heures du matin pour reprendre dès l'aube, le lendemain, mais sans résultats.
Le 8 octobre, sept plongeurs de l'HMCS Granby inspectent la zone toute la journée mais ne trouvent aucune trace ou débris. Les recherches sont abandonnées le 9 octobre 1967. 
Depuis lors, cette affaire fait partie du folklore local et est devenue une source de revenus touristiques (la poste locale ayant même édité un timbre représentant l'écrasement d'un ovni).
En 1995, Chris Style, l'un des témoins de l'incident, convainc un groupe de chercheurs de sonder une partie de la baie de Shag Harbour. En utilisant des sonars et des magnétomètres, l'équipe espère pouvoir découvrir l'objet qui s'était écrasé dans la baie. Leurs recherches sont infructueuses.
En octobre 2019, la Monnaie royale canadienne a mis en circulation une pièce photoluminescente en couleurs qui montre trois pêcheurs à bord d’un bateau fixant l’image fantomatique d’une soucoupe volante qui s’écrase dans une mer agitée.Lorsqu’on braque la petite lampe ultraviolette qui accompagne la pièce, “le vaisseau spatial disparaît, mais quatre lumières orange demeurent dans le ciel”. Ce qui correspond aux témoignages de l’époque.

## Position des autorités
- Aucun débris ou morceau d'épave n'a été retrouvé dans la zone. À ce jour, cette affaire est toujours classée comme « inexpliquée ».
- Le Centre de coordination des sauvetages de Halifax et la station radar du NORAD à Baccaro attestent qu'aucun appareil civil ou militaire n'a été porté manquant ce soir-là.

## Compléments